# I tre condottieri
I tre condottieri (nota anche come Mussolini, Hitler, Franco) è un brano musicale composto da Alessandro Sopranzi e musicato da Gustavo Cacini nel 1938. 
Il brano viene composto nel 1938, all'indomani della firma del Patto d'Acciaio che sanciva per l'appunto l'alleanza tra la Germania nazista e l'Italia fascista e può essere quindi a ragione considerato un canto di propaganda politica. L'Italia aveva già cementato il proprio legame con la Spagna di Francisco Franco con la partecipazione volontaria alla guerra d'indipendenza spagnola nel 1936 che aveva assicurato al dittatore spagnolo il potere a Madrid. Il canto propone quindi le figure dei tre dittatori come l'unica speranza per un futuro solido e certo per la salvezza dell'umanità con lo scopo di riportare in Europa la civiltà che gli aderenti alla Società delle Nazioni hanno travisato secondo l'ottica fascista.